# 黄龙 (孙吴)
黄龙（229年四月—231年）是三国时期东吴的君主吴大帝孙权的第二个年号，共计3年。
黄武八年四月孙权即皇帝位，改元黄龙元年。
孫權以黃龍作為年號的原因在於宣揚孫吳立國的正統性。

## 改元
- 黃武八年——四月十三日，改元為黃龍元年。[3][4][5]
- 黃龍四年——正月初一日，改元為嘉禾元年。[3][4][6]

## 紀年農曆對照表
表格中各月的干支即為各月的第1日，「大」表示該月有30日，「小」表示該月有29日，「閏月」表格中的中文數字表示該年為閏某月（比如「八丙午」裡有中文數字「八」，即表示該行所在年份有閏八月），各月初一底下的數字表示對應的西曆日期。
| 西元  | 干支 | 紀年     | 正月   | 二月   | 三月   | 四月   | 五月   | 六月   | 七月   | 八月   | 九月   | 十月   | 十一月 | 十二月   | 閏月     |
| ----- | ---- | -------- | ------ | ------ | ------ | ------ | ------ | ------ | ------ | ------ | ------ | ------ | ------ | -------- | -------- |
| 229年 | 己酉 | 黃龍元年 |        |        |        | 甲申小 | 癸丑大 | 癸未小 | 壬子大 | 壬午小 | 辛亥大 | 辛巳小 | 庚戌大 | 庚辰小   |          |
| 229年 | 己酉 | 黃龍元年 |        |        |        | 5/11   | 6/9    | 7/9    | 8/7    | 9/6    | 10/5   | 11/4   | 12/3   | 230/1/2  |          |
| 230年 | 庚戌 | 黃龍二年 | 己酉大 | 己卯小 | 戊申大 | 戊寅小 | 丁未大 | 丁丑大 | 丁未小 | 丙子大 | 乙亥大 | 乙巳小 | 甲戌大 | 甲辰小   | 八丙午小 |
| 230年 | 庚戌 | 黃龍二年 | 1/31   | 3/2    | 3/31   | 4/30   | 5/29   | 6/28   | 7/28   | 8/26   | 10/24  | 11/23  | 12/22  | 231/1/21 | 9/25     |
| 231年 | 辛亥 | 黃龍三年 | 癸酉大 | 癸卯小 | 壬申大 | 壬寅小 | 辛未大 | 辛丑小 | 庚午大 | 庚子小 | 己巳大 | 己亥大 | 己巳小 | 戊戌大   |          |
| 231年 | 辛亥 | 黃龍三年 | 2/19   | 3/21   | 4/19   | 5/19   | 6/17   | 7/17   | 8/15   | 9/14   | 10/13  | 11/12  | 12/12  | 232/1/10 |          |

| 黄龙 | 元年     | 二年 | 三年 |
| ---- | -------- | ---- | ---- |
| 曹魏 | 太和三年 | 四年 | 五年 |
| 蜀汉 | 建兴七年 | 八年 | 九年 |

## 参看
- 中國年號索引
- 其他时期使用的黄龙年号

## 外部連結
- 李崇智. . 北京: 中華書局. 2004年12月. ISBN 7101025129.
- 鄧洪波. . 臺北: 國立臺灣大學東亞經典與文化研究計劃. 2005年3月  [2021-11-26]. ISBN 9789860005189. （原始内容 (pdf)存档于2007-08-25）.

| 前一年號： 黄武 | 孫吳年號 黃龍 | 下一年號： 嘉禾 |